# Hierocrobyla lophocera
Hierocrobyla lophocera är en fjärilsart som beskrevs av Turner 1923. Hierocrobyla lophocera ingår i släktet Hierocrobyla och familjen rullvingemalar. Inga underarter finns listade i Catalogue of Life.